# Cidadão Benemérito da Liberdade e da Justiça Social João Mangabeira
Cidadão Benemérito da Liberdade e da Justiça Social João Mangabeira consiste em uma condecoração brasileira concedida pela Assembleia Legislativa do Estado da Bahia. Seu nome homenageia João Mangabeira, baiano que foi destaque na defesa do Estado democrático de direito, jurista e parlamentar.

## História
O título foi criado a partir da Resolução 1 222, de 1993, sendo o mais antigo da Assembleia Legislativa do Estado da Bahia. A comenda visa reconhecer brasileiros "dedicados às causas nobres, humanas e sociais que tenham resultado no desenvolvimento político e socioeconômico do Brasil, melhorando significativamente a vida das pessoas".
O primeiro agraciado foi o político comunista baiano, Fernando Sant'Anna, em 2005, quando da comemoração de seus 90 anos de idade.
Condecorado aos 44 anos de idade, o advogado e professor universitário Taurino Araújo é o mais jovem entre os Cidadãos Beneméritos.

## Agraciados
Ao longo de sua existência, mereceram a distinção os seguintes cidadãos baianos:
- Carlos Alberto Dultra Cintra, ex-presidente do Tribunal de Justiça do Estado da Bahia
- Carlos Geraldo D'Andrea Espinheira, sociólogo, escritor e professor brasileiro
- Fernando dos Reis Sant'Anna, ex-deputado federal constituinte
- Francisco Waldir Pires de Souza, ex-governador e ex-ministro
- Haroldo Borges Rodrigues Lima, ex-deputado federal constituinte, ex-presidente da Agência Nacional do Petróleo (ANP)
- João Carlos de Castro Cavalcanti, geólogo e empresário, responsável pela descoberta da jazida ferrífera de Caetité
- José Renato Rabelo, médico, jornalista e ex-presidente nacional do Partido Comunista do Brasil - PCdoB
- José Álvaro Fonseca Gomes, farmacêutico, bancário, Secretário do Trabalho, Emprego, Renda e Esporte do Estado da Bahia.[8]
- Jorge Amado, escritor brasileiro.[9][10]
- Nailton de Araújo Santos, empresário brasileiro
- Taurino Araújo Neto, advogado, articulista e professor.[11][12]